# N-Space
 (octobre 2019).
Si vous disposez d'ouvrages ou d'articles de référence ou si vous connaissez des sites web de qualité traitant du thème abordé ici, merci de compléter l'article en donnant les références utiles à sa vérifiabilité et en les liant à la section « Notes et références ».
n-Space était un studio de développement de jeux vidéo américain.
Fondé en 1994 et basé à Orlando, n-Space est responsable de nombreux jeux de tir à la première personne dont la série Duke Nukem.

## Jeux développés
| Titre                                                           | Éditeur                 | Plates-formes                             | Année de sortie |
| --------------------------------------------------------------- | ----------------------- | ----------------------------------------- | --------------- |
| Blood Stone 007                                                 | Activision              | Nintendo DS                               | 2010            |
| 5 Micro Lab Challenge                                           | Microsoft Studios       | Xbox 360 (Kinect)                         | 2012            |
| Bug Riders: The Race of Kings                                   | GT Interactive          | Microsoft Windows, PlayStation            | 1997            |
| Call of Duty 4: Modern Warfare                                  | Activision              | Nintendo DS                               | 2007            |
| Call of Duty: Black Ops                                         | Activision              | Nintendo DS                               | 2010            |
| Call of Duty: Modern Warfare 3: Defiance                        | Activision              | Nintendo DS                               | 2011            |
| Call of Duty: Modern Warfare - Mobilized                        | Activision              | Nintendo DS                               | 2009            |
| Call of Duty: World at War                                      | Activision              | Nintendo DS                               | 2008            |
| Carnival King                                                   | Incredible Technologies | Nintendo WiiWare                          | 2009            |
| Danger Girl                                                     | THQ                     | PlayStation                               | 2000            |
| Die Hard Trilogy 2: Viva Las Vegas                              | Fox Interactive         | Microsoft Windows, PlayStation            | 2000            |
| Duke Nukem: Land of the Babes                                   | GT Interactive          | PlayStation                               | 2000            |
| Duke Nukem: Time to Kill                                        | GT Interactive          | PlayStation                               | 1998            |
| Geist                                                           | Nintendo                | GameCube                                  | 2005            |
| Goldeneye 007                                                   | Activision              | Nintendo DS                               | 2010            |
| GoldenEye : Au service du Mal                                   | Electronic Arts         | Nintendo DS                               | 2005            |
| Golf Cart Ranger                                                | N-Space                 | iOS                                       | 2010            |
| Hannah Montana, le film                                         | Disney Interactive      | Xbox 360, Nintendo DS, Wii, PlayStation 3 | 2009            |
| Heroes of Ruin                                                  | Square Enix             | 3DS                                       | 2012            |
| Jillian Michaels' Fitness Adventure                             | Majesco Entertainment   | Xbox 360 (Kinect)                         | 2011            |
| Tony Hawk's Motion                                              | Activision              | Nintendo DS                               | 2008            |
| Jaws: Ultimate Predator                                         | Majesco Entertainment   | Nintendo 3DS                              | 2011            |
| Marvel: Ultimate Alliance 2                                     | Activision              | Nintendo DS, Wii, PlayStation 2           | 2009            |
| Mary-Kate and Ashley: Crush Course                              | Acclaim Entertainment   | Microsoft Windows, PlayStation 2          | 2001            |
| Mary-Kate and Ashley: Magical Mystery Mall                      | Acclaim                 | PlayStation                               | 2000            |
| Mary-Kate and Ashley: Sweet 16 – Licensed to Drive              | Acclaim                 | GameCube, PlayStation 2                   | 2003            |
| RollerCoaster Tycoon 3D                                         | Atari                   | 3DS                                       | 2012            |
| Les Razmoket font leur cinéma                                   | THQ                     | PlayStation                               | 1999            |
| Les Razmoket : À la recherche de Reptar                         | THQ                     | PlayStation                               | 1998            |
| Skylanders Giants                                               | Activision              | 3DS                                       | 2012            |
| Star Wars: Battlefront - Elite Squadron                         | LucasArts               | Nintendo DS                               | 2009            |
| Star Wars : Le Pouvoir de la Force                              | LucasArts               | Nintendo DS                               | 2008            |
| Target Toss Pro: Bags                                           | Incredible Technologies | WiiWare                                   | 2008            |
| Target Toss Pro: Lawn Darts                                     | Incredible Technologies | WiiWare                                   | 2010            |
| TigerShark                                                      | GT Interactive          | Microsoft Windows, PlayStation            | 1997            |
| Toy Story 3                                                     | Disney Interactive      | Nintendo DS                               | 2010            |
| Toy Story 3 – To The Rescue Edition                             | Disney Interactive      | Nintendo DS                               | 2010            |
| Tron Evolution : Les Batailles du Damier                        | Disney Interactive      | Nintendo DS, Wii                          | 2010            |
| Tron Evolution : Les Batailles du Damier - Championship Edition | Disney Interactive      | Wii                                       | 2010            |
| Winx Club: Join the Club                                        | Konami                  | PlayStation Portable                      | 2007            |